# IBM Personal Computer XT
El IBM Personal Computer XT, conegut també com a PC XT o XT era el successor de l'IBM PC; presentat com el model 5160 (IBM PC 5160) el 8 de març de 1983, es tracta en essència del mateix primer model només que incloïa un disc dur o una nova arquitectura de 16 bit, arquitectura que precedirà al AT. El sistema estava pensat per a l'usuari empresarial; el 3270 PC amb emulador del terminal 3270 va ser presentat l'octubre del mateix any. XT significa eXtended Technology.

## Informació general
La primera màquina XT incloïa 128 Kb de memòria, una unitat de disquet de 5 1/4 de doble cara i 360 kb, un disc dur Seagate ST-412 de 10 Mb i un adaptador de 130 W. La placa base incloïa 8 slots d'expansió ISA (3 ja eren ocupats per la disquetera, disc dur y targeta Async) i un processador Intel 8088 a 4,77 MHz (amb un socket per afegir un coprocessador matemàtic, el 8087.
El sistema operatiu era el PC-DOS versió 2.0 (encara que també es va oferir el Xenix de SCO). La placa base podia ser ampliada a 256 kb (amb 4 bancs de 64 kb) amb un màxim de 640 kb usant targetes d'expansió. La segona versió de la placa base, presentada l'any 1986, podia suportar els 640 kb a la placa base (2 bancs de 256 kb y 2 bancs de 64 kb). Les places anteriors amb aquesta revisió podien adaptar-se amb una sèrie de modificacions. Una nova versió de BIOS presentada en aquesta revisió permetia l'ús de teclats "enhanced".
Igual que l'IBM PC, incloïa a la ROM un interpretador de BASIC; aquest estava pensat per ser usat en una unitat de cassette (no oferta en els XT) amb el qual només podia accedir-se amb el disc dur desconnectat i la unitat de disc lliure, usant el programa BASICA (inclòs en un disquet) o fent una crida a la BIOS a través d'un depurador.
Ja els últims XT s'oferien amb unitats de disquet de menor mida (com les de 3,5"), així com un disc dur de 20 Mb en opció i un teclat "enhanced" (essencialment un Model M sense panell LED).
El PC XT va deixar-se d'oferir l'any 1987.

### IBM 5162
A finals del 1986 el XT/286 (IBM 5162) s'oferia amb un Intel 286 a 6 Mhz. El sistema podia ser iniciat més ràpid que alguns AT d'aquell temps (tot i que usaven un processador a 8 Mhz) a causa del fet que no tenia temps d'espera amb la RAM, amb el qual podia desplaçar dades a major velocitat. Tenia suport per unitats de 3,5" (de sèrie incloïa una 5,25" d'1,2 Mb), port de sèrie, teclat expandit (enhanced) de 101 tecles, disc dur de 20 Mb i 640 kb de RAM.
Aquest model era capaç d'iniciar Microsoft Windows 3.0.

### Incompatibilitats
Els teclats per a PC XT són incompatibles amb els teclats d'ordinadors PC AT o superiors, malgrat s'empri un convertidor de DIN a PS/2 mini-DIN a causa del fet que els teclats dels PC/XT usen scan codes diferents als AT. Només un adaptador de senyal de XT a AT pot servir per fer-lo compatible. En Linux el controlador "parkbd" pot usar-se per suportar ambdós teclats a través d'un simple adaptador a través del port paral·lel.